# Arthur Löbner
Arthur Löbner (* 16. Februar 1851 in Oschatz; † 7. Juli 1940 in Leipzig) war ein deutscher Politiker (Nationalliberale Partei), Jurist und Textilunternehmer. 

## Leben und Wirken
Er war der Sohn von Friedrich Benjamin Löbner. Nach dem Schulbesuch studierte er Rechtswissenschaften und promovierte zum Dr. jur. Er wurde als Textilunternehmer bekannt und war von 1885 bis 1923 Direktor der Sächsischen Textilberufsgenossenschaft.
1926 verfasste er die Festschrift Zur Geschichte der sächsischen Landesversicherungsamtes 1886/1926. Zur Erinnerung an die vor 40 Jahren erfolgte Errichtung des Sächsischen Landesversicherungsamtes überreicht vom Vorstande der Sächsischen Textil-Berufsgenossenschaft am 11. Mai 1926.
Durchgehend von 1909 bis 1918 war er als Mitglied der Nationalliberalen Partei in der Zweiten Kammer des sächsischen Landtags vertreten. Er trug den Titel Hofrat.
Er war mit Agnes Martha geborene Forberger (1851–1929) verheiratet.